# Fritz Lochner von Hüttenbach
Fritz Freiherr Lochner von Hüttenbach (* 11. August 1930 in Olching) ist ein deutscher Sprachwissenschaftler und Hochschullehrer.

## Leben und Wirken
Fritz Lochner von Hüttenbach legte 1948 seine Reifeprüfung in Graz ab und studierte dann von 1948 bis 1953 Vergleichende Sprachwissenschaft und Klassische Philologie an der Universität Graz. Von 1953 bis 1962 arbeitete er an dieser Universität als wissenschaftliche Hilfskraft und promovierte dort 1960 bei Wilhelm Brandenstein. 1962 folgte die Lehramtsprüfung. Bis 1975 war er als wissenschaftlicher Assistent tätig und habilitierte sich 1969 für Indogermanische Sprachwissenschaft. Ab 1975 hatte er eine Professur an der Universität Graz inne. Er beschäftigte sich vor allem mit Historischer Linguistik, Namensforschung und der Geschichte der Sprachwissenschaft.

## Veröffentlichungen (Auswahl)
- Die Pelasger (= Arbeiten aus dem Institut für Vergleichende Sprachwissenschaft. Bd. 6). Gerold, Wien 1960 (= Dissertation Universität Graz).
- Das Fach vergleichende Sprachwissenschaft an der Universität Graz (= Publikationen aus dem Archiv der Universität Graz. Bd. 5). Akademische Druck- u. Verlagsanstalt, Graz 1976, ISBN 3-201-00991-1.
- Gustav Meyers Beitrag zur Erforschung des Albanischen. In: Innsbrucker Beiträge zur Kulturwissenschaft. Bd. 41 (1977), S. 122–155.
- Die römerzeitlichen Personennamen der Steiermark. Herkunft und Auswertung (= Arbeiten aus der Abteilung Vergleichende Sprachwissenschaft Graz. Bd. 2). Leykam, Graz 1989, ISBN 3-7011-0006-3 (= Habilitationsschrift Universität Graz).
- mit Manfred Hutter und Walter Slaje (Hrsg.): Indo-iranische Sprachen und Kulturen. 100 Jahre Forschung und Lehre in Graz. Universitätsbibliothek Graz 1991.
- mit Michaela Ofitsch und Christian Zinko: 125 Jahre Indogermanistik in Graz (1873–1998). Forschung und Lehre. Graz 1998.
- Steirische Gewässernamen deutscher Herkunft. Erforschung und Erklärung der bairischen Benennungen von fließenden und stehenden Wässern (= Grazer vergleichende Arbeiten. Bd. 24). Leykam, Graz 2009, ISBN 978-3-7011-0170-2.
- Kleine Arbeiten zur Ortsnamenkunde des Ostalpenraumes (1962–2002) (= Grazer vergleichende Arbeiten. Bd. 25). Leykam, Graz 2012, ISBN 978-3-7011-0236-5.
- Lexikon steirischer Ortsnamen von A-Z. Die Deutung der Siedlungsbenennungen mit ausgewählten Berg-, Flur- und Gewässernamen. Zwei Bände (= Grazer vergleichende Arbeiten. Bd. 29). Leykam, Graz 2015, ISBN 978-3-7011-0327-0.

Außerdem zahlreiche Aufsätze zur Ortsnamenforschung in Fachzeitschriften.
Festschrift
- Michaela Ofitsch, Christian Zinko (Hrsg.): Studia onomastica et indogermanica. Festschrift für Fritz Lochner von Hüttenbach zum 65. Geburtstag (= Arbeiten aus der Abteilung Vergleichende Sprachwissenschaft Graz. Bd. 9). Leykam, Graz 1995, ISBN 3-7011-0015-2 (Bibliographie Fritz Lochner von Hüttenbach S. IX–XXIV).